# Bernhard Simon von Kerssenbrock
Bernhard Simon von Kerssenbrock (* 17. Juni 1639; † 23. März 1714 in Rodenberg) war ein hessen-kasselscher Generalleutnant.

## Leben
Er stammte aus dem Adelsgeschlecht Kerssenbrock. Seine Eltern waren Philipp von Kerssenbrock (1610–1668) und dessen Ehefrau Katharina von Adelebsen († 20. Februar 1653). Nach dessen Tod erbte er die Güter Barntrup, Lüdge, Mönchshof und Helbra. Er war 1695–1704 hessen-kasselscher Drost von Rodenberg.
Er war mit Anna Katharina von Hahn (* 12. April 1672; † 10. September 1840) verheiratet. Das Paar hatte wenigstens einen Sohn:
- Gottlieb Friedrich Achatz (* 12. Januar 1706; † 12. März 1758), Kammerherr[1] ⚭ Wilhelmine Charlotte von Hahn (* 8. Februar 1707; † 21. Februar 1779)
  - Bernhard Simon (* 1732; †  1788), Kammerherr, auf Barntrup
  - Friedrich August (* 1738; † 1813), Landrat,[2][3] Domküster von Minden, Drost, auf Mönchshof etc.

Die Landräte Wilhelm von Kerssenbrock und sein Sohn Bernhard von Kerssenbrock sind direkte Nachfahren des Bernhard Simon von Kerssenbrock, Enkel und Urenkel.